# سیستم‌های مخابرات الکترونیکی
سیستم‌های مخابرات الکترونیکی کتابی از جرج کندی است.

## ترجمهٔ فارسی
این کتاب با ترجمهٔ فرخ حجت کاشانی و صفی‌الدین صفوی نائینی در مراسم کتاب سال جمهوری اسلامی ایران به‌عنوان کتاب برگزیده معرفی شد.